# Canthon quadratus
Canthon quadratus är en skalbaggsart som beskrevs av Blanchard 1846. Canthon quadratus ingår i släktet Canthon och familjen bladhorningar. Inga underarter finns listade.